# Bistum Camden
Das Bistum Camden (lat.: Dioecesis Camdensis, engl.: Diocese of Camden) ist eine in den Vereinigten Staaten gelegene römisch-katholische Diözese mit Sitz in Camden, New Jersey.

## Geschichte
Das Bistum Camden wurde am 9. Dezember 1937 durch Papst Pius XI. mit der Apostolischen Konstitution Ad maius animarum aus Gebietsabtretungen des Bistums Trenton errichtet und dem Erzbistum Newark als Suffraganbistum unterstellt.

## Territorium
Das Bistum Camden umfasst die im Bundesstaat New Jersey gelegenen Gebiete Atlantic County, Camden County, Cape May County, Cumberland County, Gloucester County und Salem County.

## Bischöfe von Camden
- Bartholomew Joseph Eustace, 1937–1956
- Justin Joseph McCarthy, 1957–1959
- Celestine Joseph Damiano, 1960–1967
- George Henry Guilfoyle, 1968–1989
- James Thomas McHugh, 1989–1998, dann Koadjutorbischof von Rockville Centre
- Nicholas Anthony DiMarzio, 1999–2003, dann Bischof von Brooklyn
- Joseph Anthony Galante, 2004–2013
- Dennis Joseph Sullivan, 2013–2025
- Joseph Andrew Williams, seit 2025